# Carla Medina
Carla Rubí Medina Villarreal (Monterrey, 29 de junio de 1984) es una conductora, actriz, cantante y actriz de doblaje mexicana. Es conocida por haber sido la presentadora del programa de Disney Channel Zapping Zone (Zona norte) y de la miniserie informativa Disney Planet para toda Hispanoamérica.

## Biografía
Es hija de Ruby Villarreal y Carlos Medina. Se hizo famosa en el programa infantil Discovery Kids, que fue transmitido en Estados Unidos el 6 de julio de 1996. A los 11 años tenía un programa de radio. Después estuvo presentando varios programas en Monterrey, entre ellos "Desvelados". Hizo teatro musical, algunas presentaciones cantando y bailando.
Para participar en el Zapping Zone, tuvo que presentar una serie de cástines que se llevaron a cabo en toda la república mexicana y finalmente en la Ciudad de México. Fue una gran experiencia llamada "Casting Zone" donde, junto con Roger, obtuvieron los primeros lugares. Este programa fue transmitido por Disney Channel y fue la ganadora. Comenzó en la conducción del programa Zapping Zone programa junto a otros cinco presentadores en 2002. Tras su salida regresó al programa en 2006 con Roger González y Vanessa Andreu. Su última participación como conductora del programa Zapping Zone fue el martes 2 de marzo de 2010.
Terminó la carrera de Ciencias de la Información y Comunicación en la Universidad de Monterrey.[¿cuándo?] Además estudió teatro, canto, danza y flamenco. Ha sido ganadora en 2007 de los premios para la televisión por cable Argentina "ATVC", gracias a los reportajes hechos en París en el especial de La familia del futuro. También ha ganado el Premio Bronce en los "New York Festivals" gracias a sus reportajes y presentación en el especial Ratatouille, una receta de película.
Cantó el tema Two Stars de la película protagonizada por los Jonas Brothers y la actriz y cantante Demi Lovato Camp Rock en su versión en español llamada "Dos Estrellas" incluido en la banda sonora de la película. También es actriz de doblaje, hizo la voz de Vidia en Tinker Bell en 2008, Tinker Bell: Hadas al rescate en 2010, Tinker Bell y el secreto de las hadas en 2012, Tinker Bell: Hadas y piratas en 2014 y Tinker Bell y la Bestia de Nunca Jamás en el 2015. También ha sido la voz de Trixie en Toy Story 3 en 2010, y realizó el doblaje de la mejor amiga de Teddy llamada Ivy en Good Luck Charlie, Buena Suerte Charlie en América Latina. En 2013 prestó su voz para Evanora la bruja malvada del este en Oz the Great and Powerful cuyo personaje es interpretado por la actriz Rachel Weisz. En el 2014 dobló a Gamora, encarnada por Zoe Saldaña, en el filme Guardianes de la Galaxia. En 2016 dobló a la oveja Bellwether en la película de animación de Disney Zootopia.
Actuó en la película High School Musical: El Desafío donde interpretó a "Marifer" la malvada capitana del equipo de voleibol. En esta película interpreta una canción llamada Tu Sueño.
Condujo el programa El gran show a lado de Jaime Camil para la cadena Univisión. Fue el programa prime time, y se realizó en Miami, Florida. Firmó contrato con Televisa y condujo Cántalo Mamá de la misma cadena. También condujo el programa La vida Es Mejor Cantando junto con Adal Ramones para Televisa. El sábado 17 de diciembre de 2011, fue invitada y una de las presentadoras a la Teletón 20-30 de Panamá.
En 2016 participó en el programa digital Live from E Latino. Sus vistas en vivo oscilan entre los 30 y 40 mil personas. En 2018 creó la campaña "Who Cares?" para fomentar la inclusión de las personas LGBTI.

## Trayectoria

### Conducción
- Zapping Zone (2002–2010)
- Disney Planet
- El gran show (2010–2011)[10]
- La vida es mejor cantando (2011)
- Lo que pasó, pasó (2018)
- Mugo Live (2019)
- Ojos de mujer (2021–presente)

### Doblaje
A continuación se muestra una lista de las participaciones de Medina en el doblaje para Hispanoamérica:

#### Películas
- Piratas del Caribe: La maldición del Perla Negra como sirvienta  (2003)
- George de la selva 2 como Courtney (2003)
- Diario de una adolescente como Sawyer "Myrna" Sullivan (2007)
- Tinker Bell como Vidia (2008)
- Toy Story 3 como Trixie (2010)
- Tinker Bell: Hadas al rescate como Vidia (2010)
- Los Muppets como Veronica (2011)
- Tinker Bell y el secreto de las hadas como Vidia (2012)
- Oz, el poderoso como Evanora / La bruja mala del este (2013)
- Guardianes de la galaxia como Gamora (2014)
- Tinker Bell: Hadas y piratas como Vidia (2014)
- A Walk in the Woods como Mary Ellen (2015)
- La juventud como Lena Ballinger (2015)
- Tinker Bell y la Bestia de Nunca Jamás como Vidia (2015)
- La luz entre los océanos como Hannah Roennfeldt (2016)
- Zootopia como Bellweather (2016)
- Guardianes de la Galaxia Vol. 2 como Gamora (2017)
- Coco como agente de salida (doblaje original y latino) / Tía Gloria (doblaje latino) (2017)
- Avengers: Infinity War como Gamora (2018)
- Avengers: Endgame como Gamora (2019)
- Toy Story 4 como Trixie (2019)
- El Camino de Xico como Mujier de luz / Lupita (2020)
- Black Widow  como Melina Vostokoff (2021)
- Raya y el último dragón como Sisu (2021)
- El proyecto Adam como Laura (2022) (doblaje mexicano)
- Ámsterdam como Irma St. Clair (2022)
- ¡Patos! como Pichón (2023)
- La sirenita como Scuttle (2023)
- Guardianes de la Galaxia Vol. 3 como Gamora (2023)
- Wonka como Pipa Benz (2023)

#### Televisión
- 8 Simple Rules for Dating My Teenage Daughter como Kerry Hennessy (2002)
- My Wife and Kids como Vanessa Scott (2003)
- W.I.T.C.H. como Hay Lin (2004–2006)
- Hannah Montana como la enfermera Lori (2006–2011)
- Power Rangers Operación Sobrecarga como Kira Ford / Dino Ranger amarilla (2007)
- Castle como Dra. Lanie Parish (2008-2016)
- Criminal Minds como  Zoe Hawkes (2009)
- ¡Buena suerte, Charlie! como Ivy Wentz (2010–2014)
- Guardianes de la Galaxia como Gamora (2015–2019)
- El cristal encantado: La era de la resistencia como Deet (2019)
- What If...? como Gamora / Melina Vostokoff (2022–2023)

#### Cortos animados y especiales
- Toy Story de Terror como Trixie (2011)
- Toy Story Toons: Vacaciones en Hawaii como Trixie (2011)
- Buena Suerte, Charlie: ¡Es Navidad! como Ivy Wentz (2011)
- Toy Story: Olvidados en el tiempo como Trixie (2014)
- LEGO Marvel Super Heroes 2 como Gamora (2017)

#### Documentales
- Expedición a China como narradora

### Cine y televisión
- High School Musical: El Desafío como Marifer (2008)
- Yo quisiera como Patricia. 46 episodios (2015–2016)
- Baila! cómo Lilly. Película para televisión (2016)
- Peligro en tu mirada como conductora de televisión (2021)
- Cindy la Regia: La serie como la directora Maricarmen. 4 episodios (2023)

### Libros
- Soñando despierta (2013)[11]
- Luna de sal (2014)[12][13]
- Libro mágico (2017)
- El Camino de la Bruja / The Witch's Path (2024)[14]

### Teatro
En 2015 participó en un montaje teatral del musical Hoy no me puedo levantar.

## Música
Carla ha interpretado siete canciones.
| Año  | Canción                                                   | Título original         | Álbum |
| ---- | --------------------------------------------------------- | ----------------------- | --- |
| 2006 | "Sólo hay que intentar" Do menor (Junto a Roger González) | "Breaking Free"         | Lanzada en Disney Channel, curiosamente esta canción no fue lanzada en la banda sonora de High School Musical                                                                                            |
| 2008 | "Tu Sueño"                                                | "Tu Sueño"              | Únicamente se puede escuchar una parte de la canción en la película HSM: El Desafío (México) |
| 2008 | "Dos Estrellas" en Fa menor                               | "Two Stars"             | SoundTrack de Camp Rock - Pista 13 |
| 2009 | "Soy Así" en Si mayor                                     | "Soy Así"               | Únicamente se podía escuchar en Internet bajo el nombre de "No Voy A Cambiar", pero fue Re-Mezclada y ya es una canción oficial de ella. El video se puede encontrar en internet llamado ahora "Soy Así" |
| 2009 | "Juntos" Mi menor                                         | "Juntos"                | Junto a Roger González. Planeada a estrenarse a mediados de 2010. |
| 2009 | "What's your name?" Do menor                              | "What's your name?"     | Video musical. Junto a Roger González. Únicamente se puede encontrar en Internet. |
| 2010 | "Es Mejor Así" (Junto a Roger González)                   | "Es Mejor Así" La mayor | Esta solamente disponible en Internet |